# Stamnodes pallidata
Stamnodes pallidata är en fjärilsart som beskrevs av Wright 1924. Stamnodes pallidata ingår i släktet Stamnodes och familjen mätare. Inga underarter finns listade i Catalogue of Life.